# Gram-negativna bakterija
Gram-negativna bakterija je vrsta bakterije koja u bojanju bakterija gencijana violetom ne zadržavaju to bojilo nego daju crvenu boju.
Ovo je rezultat svojstava građe bakterijske stanične stijenke. Gram-pozitivne bakterije u stijenkama imaju neusporedivo viši postotak peptidoglikana mureina (95 %), nego što imaju stijenke Gram-negativnih bakterija (5 do 12 %). Murein je polimer osebujne građe koji imaju jedino prokarioti. Njihova je stanica, u biti protoplast oko kojeg je citoplazmatska membrana, smještena u velikoj molekuli mureina, kao u vreći. Ovisno o debljini odnosno poroznosti mureina, u stanicu mogu ući hranjive tvari i druge tvari poput bojila i alkohola. Što je sloj mureina u stijenci deblji, tvari teže prolaze. K tome glavni dio stanične stijenke Gram-negativnih bakterija čine lipopolisaharid, lipoproteini i fosfolipidi.
Murein je osnovna gradivna tvar bakterijske stanične stijenke, zbog čega prije svega ima zaštitnu ulogu i protkan je i obložen nizom dodatnih tvari. Gram-negativne bakterije imaju vrlo malo peptidoglikana zbog čega su osjetljive na mehanička oštećenja. Peptidoglikanska im je mreža u pravilu jednoslojna, a s vanjske strane je okružena vanjskom membranom koja je od lipoproteina, lipopolisaharida i fosfolipida. Ova razlika u građi stanične stijenke daje razliku u reakciji na Gramovu metodu razvrstavanja.
Peptidoglikanski sloj u staničnoj stijenci ovih vrsta je tanak i stiješnjen između unutarnje citoplazmatske membrane i bakterijske vanjske membrane. Nakon bojanja gencijan violetom, kulturu se ispire alkoholom čime se dekolorizira bakterija čime se vidi da je peptidoglikanski sloj pretanak za zadržati bojilo i omogućiti identificiranje. Tad se primjenjuje kontrastno bojilo (safranin ili fuchsin) koji ponovo boji bakterije koje tada pokazuju ružičastu ili crvenu boju. 
Među Gram-negativne bakterije spadaju uzročnici kapavca, tifusa, paratifusa i kuge.